# 王任重 (隆慶進士)
王任重（1533年—1610年），字世卿，號玉溪，福建泉州府晉江縣人，軍籍，明朝政治人物。

## 生平
原名王雲卿。嘉靖三十四年（1556年），年二十三，补邑庠弟子生。嘉靖三十七年（1559年），中式戊午科福建鄉試第八十四名舉人。改名王任重。隆慶二年（1568年）戊辰科第三甲第十二名進士。任廣東廣州府推官，調廣西廉州府推官，升任柳州同知，萬曆四年（1576年）擢柳州府知府，六年調貴陽知府，因违禁骚扰驿递，八年七月降六级，贬揚州府同知。十年遷金華府推官，歷升云南曲靖府知府，十七年正月升雲南按察司副使。十八年五月移任陕西太仆寺卿兼按察司佥事，分管點閘馬匹。二十一年十二月再改云南右参政。之後因功績，二十六年八月升任山东按察使，負責漕運治理，二十七年三月升任云南右布政使。因病辭職歸鄉。寿七十八。

## 著作
著有《边防要略》、《王太守讲章》等。

## 家族
曾祖父王榮；祖父王璉；父王寅，母吳氏。永感下。兄任聘、任翰。弟任選。